# 乐城街道
乐城街道，是中华人民共和国广东省韶关市乐昌市下辖的一个乡镇级行政单位。

## 行政区划
乐城街道下辖以下地区：
城北社区、城东社区、先锋社区、府前社区、新村社区、竹林新村社区、站前社区、红岭社区、城南社区、花明社区、大昌社区、榴村、长迳村、大木丘村、附城村、练塘村、西联村、大洞村、下西村、河南村、洪连村、塔头村、天井岗村、王坪村、小洞村、月丘村和张溪村。

## 交通
- 京广铁路：乐昌站